# ISO 5832
Die Norm ISO 5832 ist eine ISO-Normenreihe und legt Eigenschaften und Prüfverfahren für schmiedbare, kaltumformbare und nichtrostende metallische Werkstoffe fest, die zur Herstellung von chirurgischen Implantaten verwendet werden. So legen die einzelnen Normenteile auch Eigenschaften für geschmiedete Stäbe, Stangen und Drähte fest. Keiner der bekannten Werkstoffe ist frei von negativen Reaktionen im menschlichen Körper, die Teile der ISO 5832 zeigen jedoch, dass ein annehmbares Risiko an biologischen Reaktionen im menschlichen Organismus angenommen werden kann.
ISO 5832 ist in Deutschland als DIN-Norm DIN ISO 5832 veröffentlicht. Die ersten Entwürfe zur Europäischen Norm EN ISO 5832 liegen vor.
Die ISO 5832 besteht aus mehreren Teilen:
- ISO 5832-1 Nichtrostender Stahl
- ISO 5832-2 Unlegiertes Titan
- ISO 5832-3 Titan aluminium-6 Vanadium-4 Knetlegierung
- ISO 5832-4 Kobalt-Chrom-Molybdän-Gusslegierung
- ISO 5832-5 Kobalt-Chrom-Wolfram-Nickel-Schmiedelegierung
- ISO 5832-6 Kobalt-Nickel-Chrom-Molybdän-Schmiedelegierung
- ISO 5832-7 Schmiedbare und kaltumformbare Cobalt-Chrom-Nickel-Molybdän-Eisenlegierung
- ISO 5832-8 Kobalt-Nickel-Chrom-Molybdän-Wolfram-Eisen-Schmiedelegierung (wurde ersatzlos zurückgezogen)
- ISO 5832-9 Geschmiedeter hochaufgestickter nichtrostender Stahl
- ISO 5832-10 Titanknetlegierungen (Ti 5-Al 2,5-Fe) (wurde ersatzlos zurückgezogen)
- ISO 5832-11 Titan Aluminium-6 Niob-7 Knetlegierung
- ISO 5832-12 Kobalt-Chrom-Molybdän-Schmiedelegierung
- ISO 5832-13 unlegiertes Tantal (wurde ersatzlos zurückgezogen)
- ISO 5832-14 Titan Molybdän-15 Zirkonium-5 Aluminium-3 Knetlegierung